# (12465) Perth Amboy
(12465) Perth Amboy est un astéroïde de la ceinture principale.

## Description
(12465) Perth Amboy est un astéroïde de la ceinture principale. Il fut découvert le 3 janvier 1997 à Kitt Peak par le projet Spacewatch. Il présente une orbite caractérisée par un demi-grand axe de 2,41 UA, une excentricité de 0,20 et une inclinaison de 4,1° par rapport à l'écliptique.

## Compléments